# Fritz Carlsson-Carling
Fritz Carlsson-Carling (även Fritz Carlsson), född som Knut Fritiof Carlsson den 21 oktober 1878 i Hedvig Eleonora församling Stockholm, död som Knut Fritiof Carling 17 mars 1957 i Göteborgs Kristine församling, Göteborg, var en svensk fotbollsspelare och häcklöpare som var verksam inom AIK. Han skapade AIK:s klubbmärke som vid en tävling i England valts till "Världens vackraste klubbmärke". Han var även en av AIK:s första svenska mästare i fotboll år 1900, och vann SM-guld på 4x100 meter åren 1900, 1901, 1905 och 1906. Carling är begravd på Kvibergs kyrkogård.